# Phyllonemus
Phyllonemus es un género de peces de la familia Claroteidae en el orden de los Siluriformes.

## Especies
Las especies de este género son:
- Phyllonemus brichardi Risch, 1987
- Phyllonemus filinemus Worthington & Ricardo, 1937
- Phyllonemus typus Boulenger, 1906